# 임자 전장포 새우젓토굴
임자 전장포 새우젓토굴은 전라남도 신안군 임자면에 있다. 2009년 12월 16일 신안군의 향토유적 제6호로 지정되었다.

## 개요
신선도가 좋은 새우를 장기간 숙성시키기 위해 조성된 토굴이다.